# Philip Hershkovitz
Philip Hershkovitz (12 de octubre de 1909 - 15 de febrero de 1997) fue un mastozoólogo estadounidense, conocido por su trabajo sobre mamíferos sudamericanos.
Publicó 164 artículos, que varían entre amplias monografías hasta contribuciones menores. Describió 13 géneros y 67 especies y subespecies nuevas de mamíferos neotropicales.
Sus primeras publicaciones las realizó sobre roedores en 1938, trabajo que prolongó entre 1944 y 1966 sobre los taxones Nectomys, Oecomys, Phyllotini, Holochilus y Scapteromyini.
Su trabajo más destacado lo realizó sobre monos del Nuevo Mundo, sus primeros estudios sobre este tópico los realizó sobre la familia Callitrichidae y posteriormente Cebidae, los cuales extendió entre las décadas de 1960 y 1970.
En 1996 publicó un Catálogo de ballenas vivientes concebido inicialmente para describir los cetáceos de las costas de Sudamérica, pero que extendió posteriormente a todos los cetáceos conocidos. También publicó sobre grupos de marsupiales como Gracilinanus, Philander y Dromiciops; tapires y conejos de cola de algodón, y publicaciones extensas sobre clasificación biológica.

## Honores
- 1977: miembro correspondiente de The Explorers Club.
- 1988: Pte. honorario del XII Congreso de International Primatological Society.
- 1991: la American Society of Primatologists lo nombró Distinguido Primatólogo; y, la American Society of Mammalogists lo galardonó miembro honorario.[3]

### Eponimia
Algunos animales han sido nombrados en honor a Hershkovitz:
- el ave Tinamus osgoodi hershkovitzi Blake, 1953
- el genus de murciélagos Hershkovitzia Guimarães y D'Andretta, 1956
- la rata Heteromys anomalus hershkovitzi Hernandez-Camacho, 1956
- la comadreja colombiana Mustela felipei Izor y de la Torre, 1978
- el mono Aotus hershkovitzi Ramírez-Cerqueira, 1983 (hoy sinónimo de A. lemurinus)
- el ratón Abrothrix hershkovitzi (Patterson et al., 1984)[1]
- el primate fósil Mohanamico hershkovitzi Luchterhand et al., 1986[6]
- Saimirioptes hershkovitzi O'Connor, 1987[7]
- Scapteromys hershkovitzi Reig, 1994[7]
- Eutrichophilus hershkovitzi Timm y Price, 1994[8]
- el roedor fósil Bensonomys hershkovitzi Martin et al., 2002[8]